# Leone Nakarawa

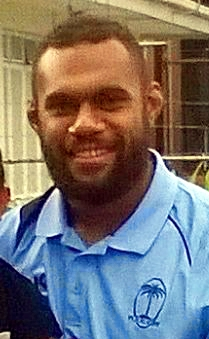
Leone Nakarawa 2014

Leone Nakarawa (* 2. April 1988 in Tavua, Fidschi) ist ein fidschianischer Rugbyspieler, der 2016 Olympiasieger im Siebener-Rugby war.

## Karriere
Der 1,98 m große Leone Nakarawa spielt seit 2009 für die Fidschianische Rugby-Union-Nationalmannschaft. 2011, 2015 und 2019 nahm er mit seinem Team an der Rugby-Union-Weltmeisterschaft teil, schied aber jeweils in der Vorrunde aus. Nakarawa spielt in der Nationalmannschaft in der Regel als Zweite-Reihe-Stürmer mit der Nummer 5. Bis 2021 war er in 65 Länderspielen dabei, in denen er 13 Versuche erzielte, zwei davon bei Weltmeisterschaften.
2013 wechselte Nakarawa von Fidschi nach Europa. Von 2013 bis 2015 spielte er für die Glasgow Warriors, 2015 schloss er sich dem französischen Verein Racing 92 an. 2020 wechselte er zurück nach Glasgow. 2021 spielt er beim Rugby Club Toulonnais.
2016 nahm Nakarawa mit der fidschianischen Nationalmannschaft im Siebener-Rugby an der olympischen Premiere des Siebener-Rugby teil und wirkte in allen Spielen mit. Im Finale gegen die Briten legte Nakarawa den vierten Versuch. Die Fidschianer siegten mit 43:7 und gewannen die erste olympische Goldmedaille für Fidschi überhaupt.